# Ludgershall (Wiltshire)
Ludgershall è una cittadina di 28 065 abitanti della contea del Wiltshire, in Inghilterra.